# Komora architektů Polské republiky
Komora architektů Polské republiky – KAPR (pol. Izba Architektów Rzeczypospolitej Polskiej – IARP) profesní veřejnoprávní sdružení architektů Polska. Byla zřízena zákonem z 15. prosince 2000 – o výkonu povolání architektů, stavebních inženýrů a urbanistů.
Činnost architektů je svobodným povoláním.

## Poslání
Základním cílem statutu Komory Architektů Polské republiky je ochrana a podpora rovnováhy veřejného zájmu, dozor nad správným výkonem povolání architektů a dohledem nad dodržováním etických norem  povolání u všech jejích členů.
Činnost samosprávy architektů se soustředí zejména na záruky nejvyšší možné kvality služeb (výkonů) architektů klientům (stavebníkům) při současném respektu a úsilím o soulad s kulturními hodnotami a hodnotami chráněnými veřejným zájmem.
Komora architektů Polské republiky je pověřena veřejnou správou legálního (zákonného) výkonu povolání architekta, což je zejména zpracování projekční dokumentace, územně plánovací (urbanistické) dokumentace s  konečným cílem – rozhodnutím o povolení stavby (stavební povolení), nebo schválením územního plánu a pod.

## Veřejný rejstřík
Při záměru o zadání projektových prací konkrétnímu architektovi si může každý zájemce ověřit jeho aktuální příslušnost k Komoře architektů polské republiky – on line – na aktuální internetové stránce. Je to veřejný seznam architektů – obdoba jiných veřejných rejstříků jako je obchodní rejstřík nebo živnostenský rejstřík.

## Struktura
- Krajowy Zjazd (valná hromada)
- Krajowa Rada (představenstvo)
- Krajowa Komisja Rewizyjna (revizní komise)
- Krajowy Sąd Dyscyplinarny (stavovský disciplinární soud)
- Rzecznik Odpowiedzialności Zawodowej (Mluvčí odpovědnosti z výkonu povolání)

## Sídlo a územní působnost
Sídlem  komory je Varšava. Komora je pak dále členěna do regionálních (vojvodských) organizací (komor), které jsou ve všech hlavních městech vojvodství.
Komora architektů Polské republiky udržuje přátelské a produktivní vztahy s Českou komorou architektů a dalšími veřejnými orgány České republiky. Významnou platformou profesionální spolupráce je každoroční workshop v Ustroni.
Komora vydává dvouměsíčník “Zawod architekt” (Povolání architekt).